# Powonska
Powonska – skrawek materiału najczęściej lnianego wykorzystywany dawniej podczas udoju w celu filtracji zanieczyszczeń z mleka.